# Parafia św. Jana w Dziećmorowicach
Parafia św. Jana Apostoła w Dziećmorowicach – rzymskokatolicka parafia w dekanacie wałbrzyskim południowym, w diecezji świdnickiej.
Erygowana w XIX w. Jej proboszczem jest ks. kanonik Jarosław Zabłocki. Parafia obejmuje także Modliszów z kościołem filialnym pw. św. Bartłomieja oraz wałbrzyskie dzielnice – Rusinową, gdzie w 2014 w DPS powstała kaplica, do której uczęszczają miejscowi parafianie, i Kozice, w której w przyszłości planowana jest nowa parafia. Czynione są starania o pozyskanie gruntu tamże.

## Proboszczowie po 1945
Źródło: 
- ks. Jacek Łukasiewicz 1946–1951
- ks. Wacław Brzozowski 1951–1952
- ks. Kazimierz Kasperski 1952–1956
- ks. Stanisław Jaremczuk 1956–1958
- ks. Mieczysław Krzemiński 1958–1975
- ks. Ludwik Hawrylewicz 1975–1982
- ks. Wiesław Kuśnierz 1982–2007
- ks. Jarosław Zabłocki 2007 – nadal